# Irma Khetsuriani
Irma Khetsuriani ((en georgiano): ირმა ხეცურიანი)  es una tiradora de esgrima de Georgia, y una referente para mujeres y deportistas con discapacidades del país. Es la primera mujer en representar a Georgia internacionalmente en esgrima en silla de ruedas. Su principal resultado internacional es haber ganando una medalla de plata en el Campeonato Mundial IWAS 2015 en el evento de mujeres Sable B. Trabaja como directora para el Comité Paralímpico de Georgia. 

## Personal
Khersuriani es originaria de Abkhaziay vivió en Ochamchire hasta los 7 años.  Durante la guerra, su familia dejó la región con una pocas posesiones.  Tras la guerra en Abkhazia, vivió en Kutaisi y Tskhaltubo. A los 17 años entró en la Universidad de Kutaisi, donde estudió inglés e informática.   Adquirió su discapacidad cuando contrajo una enfermedad en la médula espinal a la edad de 18 años. La situación requirió que dejase la universidad y se centrase en sus problemas de salud. La enfermedad era tan severa que sus pulmones casi se colapsaron y se esperaba una muerte inminente.
Khersuriani trabaja como directora para el Comité Paralímpico de Georgia. Aceptó el empleo gracias a la ayuda de un amigo de Tiblisi, que la animó a afrontar las resistencias de su familia, particularmente su madre, que no quería que fuese a trabajar lejos de ellos, en Tiblisi.
Una de sus aficiones es bailar, aunque bailar en una silla de ruedas despierta la atención, ya que no es habitual en Tiblisi.  En Georgia las mujeres con discapacidades son especialmente vulnerables a la discriminación. Su mejor amiga de esgrima en silla de ruedas es Temo Dadiani, también de Abkhazia. Se conocieron en un centro de rehabilitación en Ucrania.
Khersuriani es defensora de la práctica de los deportes por parte de personas discapacitadas en Georgia, y en 2015 consiguió que el gobierno proporcionara más financiación para la práctica del deporte entre personas discapacitadas. También promueve la inclusión social de personas con incapacidades, organizando el Día de las Personas con Discapacidades, en 2013, y participando en programas con las Naciones Unidas.

## Esgrima en silla de ruedas
Khersuriani es tiradora en silla de ruedas.  Es la primera mujer tiradora de esgrima en silla de ruedas en Georgia. Entrena diariamente con cinco hombres que componen el resto del equipo nacional.  Entró en el ranking internacional por primera vez tras solo ocho meses practicando el deporte.  Está entrenada por Malkhaz Meskhi (Georgiano:  მალხაზ მესხმა).
Khersuriani primero probó el deporte por la sugerencia del Comité Paralímpico Georgiano. Antes de hacer esto, su única experiencia había sido ver algunas películas que incluían escenas de esgrima. Su experiencia inicial con el deporte era mala. Fue una lucha por ella, y siguió con el deporte cuando quería dejar todo, debido a su entrenador.
En el 2014 tuvo lugar la IWAS Copa Mundial en Alemania, su primera copa internacional, en la que acabó quinta.    En el 2014 Montreal Grand Prix, Khersuriani ganó una medalla de bronce en florete femenino.   Acabó con la medalla del bronce después de perder frente a Simone Briese-Baetke de Alemania en la semifinal. Compitiendo en la Categoría B de espada femenina en la misma competición, perdió frente a la americana Ellen Geddes por 9 - 15 en la eliminación directa.  Geddes continuaría y ganaría el bronce mientras Khersuriani acabó quinta. En el 2014 Polish Open,  ganó un par de medallas, un bronce en el Florete, y una plata en el Sable.
En la IWAS Copa Mundial de 2015 en Pisa, Italia, Khersuriani acabó novena. Su participación en el acontecimiento estuvo financiada por el Ayuntamiento de Tbilisi.  Tuvo problemas en el grupo que le impidieron avanzar.  Uno de ellos fue perder frente a Zhongwan Ping de Hong Kong por una puntuación de 15 - 7. En los Campeonatos Mundiales en Eger, Hungría en agosto de 2015,  ganó una medalla de plata en el sable femenino B. Perdió el oro en el final después de perder contra la ucraniana Tetiana Pozdniak por una puntuación de 13-15.  Se clasificó para la final después de batir a la polaca Patrycja Hareza  Tras el acontecimiento, el ranking mundial fue actualizado y Khersuriani ocupó el primer lugar en el mundo por primera vez.    Su participación en la competición estuvo financiada por el Ayuntamiento de Tbilisi. En octubre de 2015,  ganó el oro en una Copa Mundial en París en el sable femenino Senior B después de batir a Patrycja Hareza de Polonia en la final por una puntuación de 15 - 9.  Para clasificarse para las finales,  derrotó a tiradoras de Francia, Grecia, el Reino Unido, Polonia y Ucrania.   Al contrario que la mayoría de competidoras en la competición,  compite las tres disciplinas de esgrima en silla de ruedas: Sable, Florete y Espada.

### Premios
Cuando tenía 30 años, Khersuriani fue nombrado Deportista femenina de Georgia de 2015.  Fue también nominada para el premio Persona del Año de 2015 por el diario local Business and Finance  (Georgiano: ბანკები და ფინანსები).